# Johann Pabst
Johann Pabst (21. srpna 1860 Hofkirchen an der Trattnach – 29. prosince 1926 Perchtoldsdorf) byl rakouský křesťansko sociální politik, na počátku 20. století poslanec Říšské rady.

## Biografie
V časném věku osiřel, brzy musel začít pracovat. Nastoupil do lékárnické laboratoře, později působil v obchodu. Ve věku 24 let se osamostatnil jako živnostník. Sám se vzdělával. V roce 1894 se stal předsedou svazu obchodníků ve Vídni. Od roku 1897 byl členem vídeňské obchodní komory. Byl prezidentem Říšského svazu obchodnických svazů a obchodních družstev Rakouska a dalších obchodnických spolků. Byl nazýván vůdcem rakouského obchodnictva. Angažoval se politicky v Křesťansko sociální straně Rakouska.
Na počátku 20. století se zapojil i do celostátní politiky. Ve volbách do Říšské rady roku 1907, konaných poprvé podle všeobecného a rovného volebního práva, získal mandát v Říšské radě (celostátní zákonodárný sbor) za obvod Dolní Rakousy 15. Profesně byl k roku 1907 uváděn jako obchodník a člen obchodní komory. Z hlediska klubové příslušnosti se k roku 1909 uvádí jako člen klubu Křesťansko-sociální sjednocení. V Říšské radě byl členem různých výboru a zaměřoval se na témata související s podnikáním a živnostmi. Měl mj. podíl na podobě zákona o kvalifikačních zkouškách v obchodních živnostech, o podomním obchodě a o potravinách. Od roku 1905 byl členem pracovní a od roku 1909 i živnostenské poradní skupiny při ministerstvu obchodu.